# 내동역 (양덕)
내동역(內洞驛)은 조선민주주의인민공화국 평안남도 양덕군 상신리에 위치한 평라선의 역이다. 여객과 화물을 모두 취급한다.

## 연혁
- 1941년 4월 1일: 평원선 양덕 - 성내 간 개통과 함께 영업 개시[2]
- 일자 불명: 평라선으로 편입